# Sepher Raziel HaMalach
Das Sepher Raziel HaMalach (Hebräisch: ספר רזיאל המלאך ‚Buch Raziels des Engels‘) ist ein Grimoire aus dem 13. Jahrhundert, das auch unter den Namen Sepher Raziel und Buch des Raziel bekannt ist.

## Verwechslung
Das Sepher Raziel HaMalach wird oft mit dem mittelalterlichen Grimoire Sepher Ha-Razim verwechselt. Das Sepher Ha-Razim ist
- ein selbständiges Buch und
- in einigen Versionen des Sepher Raziel HaMalach enthalten.

Das Sepher Ha-Razim findet sich in den meisten Versionen des Sepher Raziel HaMalach im sechsten Kapitel wieder. Die Verwechslung muss James George Frazer zugerechnet werden. Er schreibt in seinem Werk Folklore in the Old Testament, dass „Noach aus einer heiligen Schrift lernte, wie die Arche zu bauen sei. Jene Schrift war Adam gegeben worden durch den Engel Raziel. Darin solle sich alles Wissen wieder finden; das menschliche sowie das göttliche.“ Die Verwechslung könnte aber auch aus zwei Irrmeinungen entstanden sein. Sepher (hebr. סֵפֶר) bedeutet im Hebräischen ‚Buch‘ und findet sich oft im Titel mittelalterlicher Grimoires. Die erste Irrmeinung entstand, weil der Name Raziel (hebr. רָזִיאֵל ‚Gottes Geheimnis‘) und Razim (hebr. ‚Geheimnisse‘) auf die gleiche Wortwurzel zurückführbar sind: raz (hebr. רָז). HaMalach (hebr. הַמַּלְאָךְ) bedeutet: ‚der Engel‘. Die zweite Irrmeinung basiert auf einem inhaltlichen Missverständnis. Im Sepher Razim werden Anweisungen zum Bau der Arche an Noah vermittelt. Das Sepher Raziel HaMalach wurde der Legende nach von Noah mit in die Arche genommen. Im Sepher Raziel ist von Noah oder von der Arche nichts nachzulesen.

## Legende
Nachdem Adam und Eva aus dem Garten Eden vertrieben wurden, wurde ihnen die Tragweite ihrer Sünde bewusst. Adam begann deshalb zu beten. Gott erhörte ihn und sandte den Engel Raziel zu ihnen. Er sollte ihnen jene göttlichen Geheimnisse vermitteln, die Adam und Eva wieder zurück ins Paradies führen sollten. In einigen Legenden wird erzählt, dass der Engel im Alter von 130 zu Adam kam. In einer anderen Legende wird erzählt, dass Adam erst mit 635 besucht wurde. Diese heilige Schrift soll der Legende nach auf einer Saphirtafel eingraviert gewesen sein.
Laut der rabbinischen Tradition wurde das Buch von den Cherubim gestohlen. Sie waren nicht damit einverstanden, dass Adam solch ein Wissen zuteilwerden sollte. Sie warfen es in die Tiefen des Meeres. Daraufhin befahl Gott dem Engel Rehab nach dem Buch zu tauchen und es wieder Adam zurückzugeben.
Von Adam kam dann das Buch in die Hände Noahs. Noah rettete es über die Sintflut und übergab es Abraham. Abraham wanderte nach Ägypten aus. Dort befassten sich Ägypter sowie Juden gleichermaßen mit dem Buch. Jahrhunderte später – während der vierzigjährigen Wanderung durch die Wüste – wurde Mose durch Metatron (Henoch) in die Geheimnisse des Sepher Raziel HaMalach eingeweiht. Von Moses soll das Wissen an David und dann an Salomo gegangen sein. König Salomo gilt bis heute als der weiseste Mensch auf Erden und als ein Meister der Kabbala.

## Geschichte
Es gibt viele unterschiedliche Versionen des Sefer Raziel. Es existieren Ausgaben in verschiedenen Sprachen mit abweichenden Inhalten. Die meisten Historiker datieren das Buch auf das 13. Jahrhundert und in die literarischen Kreise von König Alfons X. (1221–1284), auch Alfons der Weise  genannt. Er gründete in Toledo eine Übersetzungsakademie zusammengesetzt aus Juden, Christen und Muslimen. Dort wurden arabische und jüdische Werke ins Lateinische und Spanische übersetzt.
Das Buch des Raziel soll aus Alfonsos Übersetzungsakademie stammen. Nicht als Resultat einer Übersetzung, sondern als zusammengesetzte Konzeption älterer Texte. Es wäre demnach in dieser Form ca. acht Jahrhunderte alt, aber aus älteren Texten zusammengesetzt.
Einige Historiker sind der Meinung, dass es von einem jüdischen Gelehrten des Mittelalters stammt; entweder von Eleazar von Worms (1160–1238) oder von Isaak dem Blinden (1160–1235). Das erste gedruckte Sepher Raziel geht auf das Jahr 1701 zurück und wurde von Amsterdam aus vertrieben.

## Bibliographische Erwähnungen
Frühhumanisten, wie Johannes Trithemius (1462–1516) und Heinrich Cornelius Agrippa von Nettesheim (1486–1535), nutzten das Sefer Raziel als ausgiebige Zitatquelle für ihre Werke. Auch Nikolaus von Kues (1401–1464), Johannes Reuchlin (1455–1522) und Guillaume Postel (1510–1581) waren mit diesem Buch vertraut. Bibliographische Informationen zum Sepher Raziel gibt es wenige. Es wird im Schwert des Moses, im Dictionary of Angels von Gustav Davidsons und im Anhang der Übersetzung des Sefer Jetzira von Aryeh Kaplan erwähnt. Dort steht zudem, dass es im 19. Jahrhundert 25 verschiedene Ausgaben des Buches gab. Das Sepher Raziel wird auch in James Hastings Encyclopædia of Religion and Ethics erwähnt. Joshua Trachtenberg erwähnt in seinem Buch Jewish Magic and Superstition eine Ausgabe des Sepher Raziel auf Deutsch, die sich gänzlich von der Version aus Amsterdam (1701) unterscheide. Eine Edition der hebräischen Handschriften sowie der lateinischen Version des Sefer ha-Razim haben Bill Rebiger und Peter Schäfer herausgegeben (Sefer ha-Razim I und II - Das Buch der Geheimnisse I und II, Mohr Siebeck Verlag: Tübingen 2009).

## Ausgaben und Verweise
- Steve Savedow: Sepher Rezial Hemelach: The Book of the Angel Rezial - Red Wheel/Weiser/Conari (Englisch) ISBN 978-1-57863-168-1
- Avraham Yaakov Finkel: Kabbalah: Selections From Classic Kabbalistic Works From Raziel Hamalach To The Present Day - Targum Pr 2003 (Englisch) ISBN 978-1-56871-218-5
- James George Frazer: Folklore in the Old Testament - Avenel Abridged (Englisch) ISBN 978-0-517-67251-8